# René Laloux
René Laloux (París, 13 de julio de 1929-Angulema, 14 de marzo de 2004) fue un animador y director de cine francés.

## Biografía
Nació en París en 1929 y fue a una escuela de arte para estudiar pintura. Después de algunos cortometrajes publicitarios, consiguió un trabajo en una institución psiquiátrica donde empezó a experimentar en animación con los pacientes. Es en la institución psiquiátrica, en 1960, donde realizó, en colaboración con el estudio Paul Grimault, Los dientes del mono (Les dents du singe, 1960), utilizando un guion escrito por los pacientes del Cour Cheverny.
Otro de sus colaboradores importantes fue Roland Topor, con quien Laloux hizo Tiempo muerto (Les temps morts, 1964), Los caracoles (Les escargots, 1965) y su trabajo más conocido, el largometraje El planeta salvaje (La planète sauvage, 1973).
Laloux también trabajó con Jean Giraud (Mœbius) para crear otro largometraje, de menor impacto mediático, Los amos del tiempo (Les maîtres du temps, 1982). El largometraje Gandahar (Gandahar, 1988) fue realizado en los EE UU, al igual que Años ligeros, ambos en colaboración con el artista francés Caza. Las versiones de EE UU fueron dobladas por Harvey Weinstein, de un guion adaptado por Isaac Asimov. Estas versiones estadounidenses no tuvieron tanto éxito como las francesas y recaudaron menos de 400.000 dólares en su estreno.
Laloux murió de un ataque de corazón el 14 de marzo de 2004 en Angoulême, Charente, Poitou-Charentes, Francia.

## Filmografía
- El planeta salvaje (La planète sauvage, 1973).
- Los amos del tiempo (Les maîtres du temps, 1982).
- Gandahar: Los años luz (1988) (estrenado en los EE UU bajo el título Light Years), con Caza.
- Tic tac (Tic tac, 1957).
- Los achaluneses (Les achalunés, 1958).
- Los dientes del mono (Les dents du singe, 1960).
- Los tiempos muertos (Les temps morts, 1964), con Roland Topor.
- Los caracoles (Les escargots, 1965), con Roland Topor.
- El juego (Le jeu, 1975).
- Los hombres máquina (Les hommes-machines, 1977), con Caza.
- Control de calidad (La maîtrise de la qualité, 1984).
- Cómo se salvó Wang-Fo (Comment Wang-Fô fut sauvé, 1987), con Caza.
- La prisionera (La prisonnière, 1988), con Caza.
- El ojo del lobo (L'Œil du loup, 1998) (como guionista).